# 世紀之戰
《世紀之戰》（英語：Divine Retribution）是香港亞洲電視拍攝製作的時裝商戰電視劇，於2000年9月11日首播，全劇共40集，由劉青雲及鄭少秋領銜主演，監製韋家輝。版權現由華特迪士尼公司持有，並在2022年10月5日於Disney+上架。

## 簡介
2000年，韋家輝打算為亞洲電視製作《大時代》續集《大時代2000》；後來因版權問題，劇名更改為《世紀之戰》，角色名字和部分故事內容亦須略作更改，因此，《世紀之戰》雖非《大時代》官方續集，但《世紀之戰》的故事幾乎可說是《大時代》的精神续作，多個非官方電視劇網站亦稱前者為《大時代2世紀之戰》，而「秋官效應」亦不脛而走。
《世紀之戰》在港播出時收視平均約11點，雖不及《大時代》高，但已較其他在亞洲電視播出的劇集為高。本劇在2009年7月1日起於亞洲高清台重播、2010年6月起於本港台重播，2013年起於歲月留聲頻道重播、2015年4月4日再次於本港台重播。

## 故事大綱
故事由1997年「大奇蹟日」開始，到2003年金融風暴，一批以股壇巨人賽斯為首的國際炒家大舉來襲亞洲金融市場；亞洲各國無力抵抗，經濟瀕臨崩潰，社會秩序大亂。已退出股壇、隱居泰國小村的「股神」方新俠 ( 劉青雲飾 ) 被邀出山，並決心放棄與丁野 ( 鄭少秋飾 ) 之間的恩怨，聯手禦敵。一場股壇世紀之戰隨即展開。

## 角色簡介

### 丁家
| 演員   | 角色             | 關係                                             | 背景                                                                                           |
| 許 芬  | 黎 醜 （醜婆婆） | 丁野之母 丁一野、丁二野、丁三野之祖母            |                                                                                                |
| 鄭少秋 | 丁 野            | 黎醜之子 鄧淑賢之前夫 丁一野、丁二野、丁三野之父 | 方新俠親生父親 和方新俠打鬥並差點殺死他後性格大變，並擁有預知未來的能力 於第39集被賽斯槍殺身亡 |
| 鮑起靜 | 鄧淑賢           | 丁野之前妻 丁一野、丁二野、丁三野之母            | 患有精神失常                                                                                   |
| 甄志强 | 丁一野           | 丁野、鄧淑賢之長子                               | 於第4集墮樓身亡                                                                                |
| 袁文傑 | 丁二野           | 丁野、鄧淑賢之次子                               | 於第4集墮樓身亡                                                                                |
| 秦啟維 | 丁三野           | 丁野、鄧淑賢之幼子                               | 於第4集墮樓身亡                                                                                |

### 方家
| 演員                    | 角色            | 關係                                                          | 背景                               |
| 劉青雲                  | 方新俠 （俠仔） | 方森之子 阮少梅之夫 張強的小學同學，其後成為其男友 丁野親生子 | 時代證券創辦人，以直覺決定投資方向 |
| 徐靜蕾 （配音：王夢華） | 阮少梅 （慳家） | 方新俠之妻 程希文之好友兼情敵                                 | 於第4集心臟病發去世                |

### 心理醫生
| 演員   | 角色     | 關係                                            | 背景 |
| 謝雪心 | 林教授   | 歐陽瑋倫與張強的師傅                            | 心理教授 |
| 郭藹明 | 張 強    | 方新俠之小學同學，後為其女友 歐陽瑋倫之前未婚妻 | 心理醫生 |
| 陳啟泰 | 歐陽瑋倫 | 張強之前未婚夫                                  | 心理醫生 無意中發現張強與丁野治療提過股票代號，跟隨投資初期獲利，因而沉迷炒股票，但最後炒股票失利，跳樓死亡（第15集） |

### 芙蓉村
| 演員   | 角色   | 關係                | 背景                               |
| 關 鍵  | 胡廠長 | 芙蓉村廠長          | 方新俠到芙蓉村的時候借住在他的工廠 |
| 冼灝英 | 鄭 威  | 紙品廠廠長          | 為村裡的股權問題爭得不可開交       |
| 程 東  | 杜 華  | 糧油廠廠長          | 為村裡的股權問題爭得不可開交       |
| 周兆麟 | 勇     | 芙蓉村村民 威叔下屬 |                                    |
| 梁浩楷 | 炳     | 芙蓉村村民 威叔下屬 |                                    |
| 廖文蔚 | 蔚     | 芙蓉村村民 華叔下屬 |                                    |
| 鄭寶賢 | 賢     | 芙蓉村村民 華叔下屬 |                                    |
| 計祥龍 |        | 芙蓉村村民          |                                    |
| 洪志強 |        | 芙蓉村村民          |                                    |
| 麥少華 |        | 芙蓉村村民          |                                    |

### 證券業人士
| 演員   | 角色            | 關係                                                              | 背景                                                                                            |
| 戴偉光 | 葉添            | 方森好友 方新俠師父                                               | 臨死前傳授方新俠「股票必勝法」                                                                  |
| 劉青雲 | 方新俠 （俠仔） | 時代證券創辦人                                                    | 見方家                                                                                          |
| 黃智賢 | 秦滔天          | 時代證券創辦人方新俠助手 秦福年私生子 程希文之男友未婚夫 賽斯徒弟 | 表面上是七師弟，實際上是暗中操控的二師兄 於第36集被石良真推下墜樓，同歸於盡                     |
| 莊欣玲 | June            | 時代證券職員                                                      |                                                                                                 |
| 李沁媚 | Teresa          | 時代證券職員                                                      |                                                                                                 |
| 嘉 俊  | Johnny          | 時代證券職員                                                      |                                                                                                 |
| 禇肇祺 | Michael         | 時代證券職員                                                      |                                                                                                 |
| 馮麗嫦 | May             | 時代證券職員                                                      |                                                                                                 |
| 聶安達 | 賽 斯           | 秦滔天養父                                                        | 於第39集槍殺丁野 於第40集被警方拘捕，其後被執行絞刑。 角色影射喬治·索羅斯，中子基金影射量子基金 |
| 宗 揚  | Frankie         | 賽斯徒弟                                                          | 來自泰國                                                                                        |
| 王 薇  | Jackie          | 賽斯徒弟                                                          | 來自新加坡                                                                                      |
| 蘇 昶  | Dicky           | 賽斯徒弟                                                          | 祖家為韓國 因聽到丁野的預言而信心動搖，被賽斯逐出師門，後再自殺                                 |
| 李潤褀 |                 | 賽斯徒弟                                                          |                                                                                                 |
| 吳 霆  |                 | 時代證券職員                                                      |                                                                                                 |
| 王艷娜 |                 | 時代證券職員                                                      |                                                                                                 |
| 殷 寧  |                 | 時代證券職員                                                      |                                                                                                 |

### 其他（主要角色）
| 演員   | 角色   | 關係                                                            | 背景 |
| 徐靜蕾 | 阮少菊 |                                                                 | 為了報答秦滔天恩惠，幫秦滔天去監視方新俠，卻愛上方新俠。雖然長得與阮少梅一模一樣，名字也相似，但劇中並無交代她與阮少梅的關係。一度患上妄想症，以為自己是阮少梅。最終方新俠還是忘不了阮少梅，而沒有跟她在一起 |
| 陳 煒  | 程希文 | 程國邦之女 曾喜歡方新俠 阮少梅之好友兼情敵 秦滔天之女友及未婚妻 | 秦滔天死後，跟在賽斯身邊，伺機報仇 |
| 韓君婷 | 鄭妙妙 |                                                                 | 玩股票欠債逃亡，方新俠到大陸散心的時候一起賣過傘 |
| 田蕊妮 | 祈少軍 |                                                                 | 官二代，喜歡玩股票，為了目的就想花錢擺平，想拜方新俠為師 |
| 黎思嘉 | 石良真 | 賽斯之徒弟                                                      | 奉賽斯命令接近丁野、丁一野、丁二野、丁三野之父子，懷了丁一野的小孩，小孩後來被丁野的前妻害死，因此精神變得失常。於第36集推下秦滔天墜樓，同歸於盡                                                             |

### 其他（次要角色）
| 演員                                | 角色                          | 關係                                               | 背景                                                                      |
| 林乃忠 （部份電話對話配音：梁有恆） | 利家誠                        | 方森好友                                           | 影射香港富商李嘉誠                                                        |
| 張頁川 （配音：馮志輝）             | 郭英中                        | 方森好友                                           | 影射香港富商霍英東                                                        |
| 王文治 （配音：黃志明）             | 何 新                         | 方森好友                                           | 影射香港富商何鴻燊                                                        |
| 張 鏡 （配音：黃玉娟）              | 黃如心                        | 方森好友                                           | 影射香港富婆龚如心                                                        |
| 關偉倫                              | 馬 田                         | 大律師；丁野案件之主控官                           | 為利家誠等富商辦事                                                        |
| 錢家誠                              | 呈                            |                                                    |                                                                           |
| 楊萬達                              | 祥                            |                                                    |                                                                           |
| 羅樹祺                              | 法 官                         |                                                    |                                                                           |
| 陳正君                              | David                         |                                                    |                                                                           |
| 黃允財                              | 軍 醫                         | 跟丁野在同一個軍營的醫生                           |                                                                           |
| 劉錫賢                              | 黃 發                         | 方新俠年輕時一起流浪賣過電器，在泰國拜方新俠為師。 | 於第37集因急性腎衰竭而去世                                                |
| 陳麗雲                              | 長勝婆婆 名長勝，綽號也叫長勝 | 拜黃發為師                                         | 在泰國證券所長勝八年，方新俠想拜她為師                                    |
| 葉良財                              | 大 寶                         |                                                    | 結局鄭妙妙跟祈少軍請來的假男友                                            |
| 鄭維朗                              | 小 寶                         |                                                    | 結局鄭妙妙跟祈少軍請來的假男友                                            |
| 鄭恕峰                              | 律 師                         | 丁野之辯護律師                                     |                                                                           |
| 梁錦燊                              |                               |                                                    |                                                                           |
| 曾贊安                              | 張 強（男）                   | 醫生                                               | 與由郭藹明飾演的張強同名同姓，並曾一起參與飛行醫生工作。 曾為方新俠之鄰居 |
| 黃志榮                              | 阿何                          | 秦滔天為方新俠新聘用的司機                         | 代替服務多年的司機阿冼                                                    |
| 許思敏                              | 快餐店老闆娘                  | 聘用鄭妙妙                                         |                                                                           |
| 羅頌華                              | 新聞報導員                    |                                                    |                                                                           |

## 取景
本劇曾遠赴番禺、東南亞拍攝。其他取景地點包括亞洲電視大樓天台、睦鄰街遊樂場、通州街西九龍走廊天橋底、皇后碼頭等。

## 與《大時代》的變動（僅列出部分完全不同）
角色名字
- 鄭少秋 飾 丁　蟹 -> 丁　野（不變）

　　〔由原劇的反派，經覺悟後成為正派，為方新俠的生父〕
- 劉青雲 飾 方展博 -> 方新俠（原為方森之子，在本劇中為丁野與方森妻子偷情後所生）

　　〔方展博為方家長子，有三個妹妹：方芳、方婷、方敏　->　方新俠為方家孻子，有大哥、二哥、三姐，並未具名〕
- 周慧敏 飾 阮　梅（「慳妹」）-> 徐靜蕾 飾 阮少梅（「慳家」）

- 林保怡 飾 陳滔滔 -> 黃智賢 飾 秦滔天（完全改變原故事形象）

　　　陳滔滔暗戀方婷 -> 秦滔天喜歡程希文
　　〔有趣的是，在《大時代》第15集，當方婷詢問方展博是否認識陳滔滔時，方展博回應「係咪秦滔？我哋入面有個經紀叫秦滔」，名字像秦滔天〕
- 郭藹明 飾 龍紀文 -> 陳　煒 飾 程希文

　　〔郭藹明飾演新角色張強；在《世紀之戰》第35集，有唯一一場郭藹明與陳煒同場對手戲〕
- 郭德信 飾 韋家誠 -> 林乃忠 飾 利家誠（方森好友，影射香港富商李嘉誠）
- 呂劍光 飾 郭英中 -> 張頁川 飾 郭英中（方森好友，影射香港富商霍英東）
- 紀保羅 飾 賀　新 -> 王文治 飾 何　新（方森好友，影射香港富商何鴻燊）

　　〔除以上三名香港富豪外，在《世紀之戰》中多了一名經常出現的女首富黃如心，影射龔如心〕
- 黎　宣 飾 何　賤（賤婆婆）-> 許　芬 飾 黎　醜（醜婆婆）
- 邵仲衡 飾 丁孝蟹 -> 甄志強 飾 丁一野
- 陶大宇 飾 丁益蟹 -> 袁文傑 飾 丁二野
- 吳啟明 飾 丁旺蟹 -> （角色被取消）
- 郭政鴻 飾 丁利蟹 -> 秦啟維 飾 丁三野

　　〔丁蟹有四名兒子 -> 丁野有三名兒子。有趣的是，在《世紀之戰》第3集，丁氏父子於「大奇跡日」慘敗，在聯交所驚慌無助時，丁野提及要打電話給司機阿旺，叫他駕車來接他們，應該是編劇們有意在此「交代」少了的旺蟹〕
- 劉松仁 飾 方進新 -> 方　森（劇中與原故事亦有不同，曾做過傷天害理之事）
- 羅樂林 飾 葉　天 -> 戴偉光 飾　葉　添（方森好友）
- 藍潔瑛 飾 羅慧玲（玲　姐） -> 瑩　姐
- 劉江 飾 周濟生 -> 朱　濟
- 曾江 飾 龍成邦 -> 程國邦（華探長，程希文之父）
- 江毅 飾 陳萬賢 -> 秦福年
- 黃一飛 飾 發 -> 劉錫賢 飾 黃　發
- 黃鳳瓊 飾 阿　嬌（丁蟹前妻，四蟹之生母） -> 鮑起靜 飾 鄧淑賢（丁野前妻，三野之生母）

事件及其他
- 「五蟹集團」-> 「四野集團」
- 在《大時代》中，方展博的生母是被一名不懂駕駛，卻因行賄而得到駕駛執照的女司機駕車撞死；而在《世紀之戰》，方新俠的生母是於生他時難產而死。
- 在《大時代》中，方進新被丁蟹打死，方家姊妹則被丁氏手下從高樓扔下死；而在《世紀之戰》，方森被丁野從高樓扔下死，方家各人則被丁氏手下放火燒死。（對白交代）
- 《大時代》第1集中，丁蟹墮樓時被電線纏腳，跌入方展博辦公室。而在《世紀之戰》第4集，丁野則跌入另一公司的辦公室。
- 大奇跡日：兩劇其中一個相同之處是股市反彈事件的名稱均為「大奇跡日」。 惟在《大時代》中，「大奇跡日」發於在1994年6月7日，而在《世紀之戰》則發生於1997年6月7日。
- 另一相同之處，是 方展博 及 方新俠 所開辦之證券公司均名為「時代證券」。惟在《世紀之戰》中，秦滔天曾惡意收購「時代證券」，當方新俠奪回公司時，已被易名為「世紀證券」。
- 在《大時代》和《世紀之戰》，同樣使用《紅河村》作為插曲。亦也有朗誦《Paper Plane》的情節。
- 在《大時代》後段，賤婆婆因中風已不良於行，要坐輪椅；而在《世紀之戰》中，醜婆婆則行動仍算自如，可以自己生活。
- 演員羅樹祺曾在《大時代》及《世紀之戰》裡飾演法官。

## 外部連結
- 亞洲電視官方網頁 - 世紀之戰
- 經濟日報 - 《大時代》之倒數 看到因知道果 （页面存档备份，存于）

| 香港亞洲電視本港台 逢星期一至五 21:00-22:00 (連廣告) | 香港亞洲電視本港台 逢星期一至五 21:00-22:00 (連廣告) | 香港亞洲電視本港台 逢星期一至五 21:00-22:00 (連廣告) |
| ---------------------------------------------------- | ---------------------------------------------------- | ---------------------------------------------------- |
|                                                      | 世紀之戰 （2000.09.11 - 2000.11.03）                 |                                                      |
| 俠女闖天關                                           | 妳想的愛                                             |                                                      |

| 香港亞洲電視本港台 非賽馬日時段 星期六 12:50-15:30                   | 香港亞洲電視本港台 非賽馬日時段 星期六 12:50-15:30 | 香港亞洲電視本港台 非賽馬日時段 星期六 12:50-15:30 |
| -------------------------------------------------------------------- | -------------------------------------------------- | -------------------------------------------------- |
|                                                                      | 世紀之戰 （2015.04.04 - 2015.07.25)                |                                                    |
| 1985 亞洲小姐 (香港) 競選決賽 邱德根先生 處處創新意念 （2015.03.28） | 俠骨仁心                                           |                                                    |